# Robert Seethaler
Robert Seethaler, född 7 augusti 1966 i Wien, Österrike är en österrikisk författare, dramatiker och skådespelare, bosatt i Berlin och Wien. Seethaler är utbildad som skådespelare vid Volksteater i Wien och har medverkat i ett 30-tal TV-serier och filmer. Sedan 2006 har Seethaler publicerat sig som författare och dramaturg.